# Bandera de Lago Agrio
La bandera de la ciudad de Nueva Loja y del cantón Lago Agrio está compuesta de tres franjas horizontales de igual anchura; la superior es celeste, la central blanca y la inferior es azul:
- La superior es celeste y simboliza los ríos del cantón.

- La franja central es blanca y tiene 7 estrellas negras que representan a las parroquias del cantón

- La franja inferior es verde, representando la exuberante selva amazónica.